# Changwonstadion
Het Changwonstadion (Koreaans: 창원스포츠파크 주경기장) is een multifunctioneel stadion in Changwon, een stad in Zuid-Korea. De bijnaam van het stadion is 'Oranjestadion'. Het stadion maakt deel uit van een groter sportcomplex met onder andere ook een gymzaal en zwembad.
In het stadion is plaats voor 27.085 toeschouwers.
De bouw van het stadion begon in december 1989 en duurde tot maart 1993. De opening was op 19 maart 1993. De bouw kostte 20 miljard KRW.
Het stadion wordt vooral gebruikt voor voetbalwedstrijden, de voetbalclub Changwon City FC maakt gebruik van dit stadion. In 2007 werden er in dit stadion wedstrijden gespeeld op het wereldkampioenschap voetbal onder 17. In dit stadion werden vijf groepswedstrijden, een achtste finale en een kwartfinale gespeeld.